# Santos Georgetown
Santos FC – gujański klub piłkarski, mający siedzibę w stolicy Georgetown na północy kraju.

## Historia
Chronologia nazw:
- 1964: Santos FC

Klub piłkarski Santos FC został założony w mieście Georgetown w 1964 roku. Jego nazwa, herb i stroje są inspirowane przez Santos FC z Brazylii, w którym grał Pelé. Zespół występował najpierw w turniejach lokalnych. W 1990 roku organizowano rozgrywki o mistrzostwo kraju, zwane Champions of Champions. Był jednym z jego współzałożycieli, wygrywając pierwsze dwie edycje i zdobywając trzeci tytuł mistrzowski w 1999 roku. W sezonie 2013/14 zajął przedostatnie 15.miejsce i spadł z Premier League.

## Sukcesy

### Trofea krajowe
| \| \| Zdobyte trofea w rozgrywkach Gujany (stan na: 31-12-2017) \| |                                                           |      |                  |
| Rozgrywki                                                          | Osiągnięcie                                               | Razy | Sezon(y)         |
| Mistrzostwo                                                        | I miejsce                                                 | 3    | 1990, 1991, 1999 |
| Mistrzostwo                                                        | II miejsce                                                | ?    |                  |
| Mistrzostwo                                                        | III miejsce                                               | ?    |                  |
| Puchar                                                             | zdobywca                                                  | 0    |                  |
| Puchar                                                             | finalista                                                 | 0    |                  |
| Gujana                                                             | Zdobyte trofea w rozgrywkach Gujany (stan na: 31-12-2017) |      |                  |

- Campeonato Regional de Georgetown:
  - mistrz (2x): 1986, 1998/99

## Stadion
Klub rozgrywa swoje mecze domowe na stadionie Providence Stadium w Providence, który może pomieścić 15000 widzów.